# Australia ai Giochi della XV Olimpiade
L'Australia ha partecipato ai Giochi della XV Olimpiade, svoltisi ad Helsinki, dal 19 luglio al 3 agosto 1952,
con una delegazione di 81 atleti, di cui 10 donne, impegnati in 12 discipline,
aggiudicandosi 6 medaglie d'oro, 2 medaglie d'argento e 3 medaglie di bronzo.

## Medagliere

### Per discipline
| Sport             | Oro | Argento | Bronzo | Totale |
| ----------------- | --- | ------- | ------ | ------ |
| Atletica leggera  | 3   | 0       | 1      | 4      |
| Ciclismo          | 2   | 1       | 0      | 3      |
| Nuoto             | 1   | 0       | 0      | 1      |
| Canottaggio       | 0   | 1       | 1      | 2      |
| Sollevamento pesi | 0   | 0       | 1      | 1      |
| Totale            | 6   | 2       | 3      | 11     |

### Medaglie
| Medaglia | Atleta | Sport             | Evento                    |
| -------- | --- | ----------------- | ------------------------- |
| Oro      | Marjorie Jackson | Atletica leggera  | 100 metri piani femminili |
| Oro      | Marjorie Jackson | Atletica leggera  | 200 metri piani femminili |
| Oro      | Shirley Strickland | Atletica leggera  | 80 metri ostacoli         |
| Oro      | Russell Mockridge | Ciclismo          | Chilometro da fermo       |
| Oro      | Lionel Cox Russell Mockridge | Ciclismo          | Tandem                    |
| Oro      | John Davies | Nuoto             | 200 metri rana maschili   |
| Argento  | Mervyn Wood | Canottaggio       | Singolo maschile          |
| Argento  | Lionel Cox | Ciclismo          | Velocità individuale      |
| Bronzo   | Shirley Strickland | Atletica leggera  | 100 metri piani femminili |
| Bronzo   | Robert Noel Tinning Ernest Chapman Nimrod Greenwood Mervyn Finlay Edward Pain Phillip Cayzer Thomas Chessell David Anderson Tim: Geoffrey Williamson | Canottaggio       | Otto maschile             |
| Bronzo   | Verdi Barberis | Sollevamento pesi | Pesi leggeri              |

## Risultati

### Pallanuoto
| Atleta | Classifica |                      |
| --- | --- | -------------------- |
| V · D · M Nazionale maschile australiana di pallanuoto · Giochi olimpici - Helsinki 1952 Laing • Smee • Foster • Bennett • Jordan • Hastie • Orchard • Fenech • French • O'Doherty • Whitehead · CT : - | 19° |                      |
| Nazionale maschile australiana di pallanuoto · Giochi olimpici - Helsinki 1952 | |                      |
| Laing • Smee • Foster • Bennett • Jordan • Hastie • Orchard • Fenech • French • O'Doherty • Whitehead · CT: -                                                                                           | Laing • Smee • Foster • Bennett • Jordan • Hastie • Orchard • Fenech • French • O'Doherty • Whitehead · CT: - | Australia (bandiera) |